# StarCraft : La Saga du templier noir
La Saga du templier noir (StarCraft: The Dark Templar Saga) est une trilogie romanesque de science-fiction écrite par Christie Golden et se déroulant dans l'univers de fiction StarCraft.

## Histoire
Au XXVe siècle, dans une zone de la Voie lactée appelée secteur Koprulu, Jake Ramsey est un modeste archéologue travaillant sur une base spatiale dénuée d'intérêt scientifique. Pourtant, c'est Ramsey qui est choisi par le prince impérial Valérian Mengsk pour une mission de grande importance. 
Ramsey s'envole donc vers une planète où a été découvert un antique temple de la civilisation Xel'Naga. Accompagné d'une mercenaire nommée Rosemary Dahl, Ramsey va parvenir à percer le secret du monument et y découvrir le corps d'une femme extraterrestre de la race des Protoss. 
Curieux de sa découverte, Jake étudie le corps. Mais, le contact tourne mal. L'esprit de la défunte pénètre dans le corps de Ramsey et noie l’esprit de l’archéologue de ses propres souvenirs. Jake se retrouve alors lié à l'extraterrestre. Informé de cette fusion, le prince Valérian tente donc de le capturer et de lui extirper les secrets qu’il a assimilés.

## Éditions
- Christie Golden, Premiers-nés, Panini, coll. « Books », février 2011 ((en) Firstborn, 2007)  (ISBN 978-2-8094-1848-4) ;
- Christie Golden, Chasseurs de l'ombre, Panini, coll. « Books », mars 2012 ((en) Shadow Hunters, 2007)  (ISBN 978-2-8094-1746-3) ;
- Christie Golden, Crépuscule, Panini, coll. « Books », juillet 2012 ((en) Twilight, 2009)  (ISBN 978-2-8094-1700-5).